# Valérie Ékoumè
Valérie Ékoumè est une chanteuse camerounaise, née en France en banlieue parisienne.
Elle passe une partie de son enfance au Cameroun. Entre deux pays, entre deux cultures, elle réussit à en tirer le meilleur pour son art et aussi façonner sa trajectoire de vie. Issue d’une famille de musiciens, elle se passionne pour la musique et plus particulièrement pour le chant dès son plus jeune âge.

## Biographie

### Débuts
Valérie Ékoumè débute la musique à 15 ans en intégrant un groupe de jeunes filles, elle partage ensuite la scène en qualité de choriste pendant huit ans, avec Manu Dibango, saxophoniste et chanteur camerounais.
Après cette expérience, elle ressent le besoin de prendre son envol. En 2005, Valérie Ekoume intègre alors l'American School of Modern Music à Paris pendant 5 ans, avant de déménager à Pusey, petite commune de Haute-Saône.

### Carrière
De sa rencontre avec son mari, Guy Nwogang, multi-instrumentiste et compositeur, naît son premier album Djaalé en 2015, puis un deuxième en novembre 2017, Kwin na kingué. Dans ce dernier né, on ressent le besoin de l'artiste de dire des choses, de transmettre un message, comme Miso Na Mudumbu, le titre qui ouvre ce nouvel album. Valérie Ékoumè y parle de l'histoire de l'Afrique, des hommes et leur relation aux femmes mais aussi de solidarité et d'entraide. Elle fait aussi des apparitions pour des émissions télévisés.
En 2019, Valérie Ékoumè se produit au Festival de jazz d'Ottawa, au Sunfest de Londres et au festival Jazz à Vienne.
Sa musique étant basée sur la notion de partage, Valérie Ékoumè enchaîne les festivals et les concerts: Festival de Cannes, le Womad, Ziget et Couleur Café.
En août 2022, elle fait une tournée de six dates au Québec et à Montréal, et se produit au théâtre de Meaux l'année suivante.  

## Discographie

### Albums
- 2015 : Djaalé[11]
- 2017 :  Kwin na kingué[12]
- 2022 : Monè[13]

## Collaborations
- Youssou Ndour[14]
- Alain Barrière
- Maceo Parker
- Courtney Pine
- Passi
- MC Solaar
- Papa Wemba
- Rokia Traoré
- Kaissa Doumbe
- Etienne Mbappe
- Meiway
- Kofi Olomide
- Coco Mbassi
- Lulendo

## Récompenses
- Son deuxième album est dans le top 10 RFI des albums World/Afrique 2017[15].